# Nero (F.C. De Kampioenen)
Nero is een personage uit de televisiereeks F.C. De Kampioenen. Hij is een vast personage sinds 1992 en werd gespeeld door de honden Moestiek (1992-2001), Sloeber (2001-2004) en Lily (2004-2011) en ook in de films is Nero aanwezig.

## Personage
Nero is het hondje van Carmen Waterslaeghers. Het is een yorkshireterriër. Ze kreeg hem cadeau van Bieke (namens Pascale) toen ze deed alsof ze depressief was en raakte meteen erg gehecht aan het beestje (seizoen 3, aflevering 2). Toen Carmen een naam zocht voor haar hondje zag ze in een krant een strip van Nero afgedrukt staan. Zo kwam het beestje aan zijn naam. Nero werd eerst door Xavier Waterslaeghers (Carmens echtgenoot) niet aanvaard (eerste reeksen).
Carmen beschouwt hem als haar eigen kind en wie kwaad over "haar boeleke" durft te spreken of hem kwaad doet, mag een stevige uitbrander verwachten. Ze kleedt hem graag in meisjesachtige pakjes en strikjes hoewel hij een reutje is.
Nero speelde in de aflevering Nero superstar uit reeks 10 de hoofdrol. Een filmproducer bood hem een rolletje aan in een reclamefilmpje. Carmen dacht meteen dat Nero wereldberoemd zou worden. Ze stelde Balthasar Boma aan als manager. Hij liet allerlei reclameproducten maken zoals dekbedovertrekken, lakens, foto's en petten. Toen bleek dat het een reclamefilmpje was voor kattenvoer en dat Nero het onderspit moest delven tegen een kater, blies Carmen het project af.
In de laatste aflevering zorgde Nero voor paniek toen hij de trouwring van Goedele inslikte.

## Trivia
- In de stripreeks is Nero een echte speurhond die de Kampioenen vaak helpt om misdadigers op te sporen. Ook in de laatste aflevering van seizoen 4 en aflevering 3 van seizoen 6 van de tv-reeks wordt hij gebruikt als speurhond.
- Er is een cd-rom gewijd aan Nero: Op zoek naar Neroke. In dit spel hebben alle hoofdacteurs hun eigen personage ingesproken.
- Het idee voor een hondje voor Carmen kwam van de actrice zelf (Loes Van den Heuvel). Ze dacht dat dit goed zou zijn voor Carmens moedergevoelens.
- Het tweede hondje Sloeber is een jong van de eerste 'Nero', Moestiek.
- Het hondje is in al die jaren twee keer gerecast omdat de andere hondjes gestorven waren. In oktober 2014 overleed ook het derde hondje Lily op 15-jarige leeftijd.